# Anaxilau
Anaxilau (em grego clássico: Ἀναξίλαος) de Lárissa, na Tessália (século I a.C.) foi um médico e filósofo pitagórico. De acordo com Eusébio de Cesareia, ele foi banido de Roma em 28 a.C. por Augusto sob a acusação de praticar magia. Anaxilau escrevia sobre as "mágicas" propriedades dos minerais, ervas e outras substâncias e medicamentos derivados, e é citado por Plínio a este respeito. Seu conhecimento excepcional de ciências naturais permitiu-lhe produzir efeitos fantásticos que foram confundidos com magia.